# Schwebemethode
Die Schwebemethode kommt bei der Dichtebestimmung von Mineralien und homogenen Partikeln kleiner Ausdehnung, wie Granulaten und Fasern zum Einsatz. Sie macht sich wie die Dichtebestimmung durch Auftrieb das Prinzip von Archimedes zu Nutze, erfordert aber keine Messung von Kräften, sondern nur die Ermittlung des Gleichgewichtszustands.
Dabei wird das zu untersuchende Mineral in einer Schwerflüssigkeit mit hoher Dichte vorgelegt. Zu Beginn der Bestimmung sollte das Mineral dabei auf der Schwerflüssigkeit aufschwimmen. Durch langsame Zugabe einer Flüssigkeit mit niedrigerer Dichte und gleichzeitigem Rühren, beispielsweise mit Hilfe eines Magnetrührers wird die Dichte der Schwerflüssigkeit sukzessive verringert. An dem Punkt, an dem das zu untersuchende Mineral in der Schwebe bleibt, sind die Dichte des Minerals und die der Flüssigkeit gleich. An diesem Punkt kann die Dichte der Flüssigkeit und somit die des zu untersuchenden Minerals, beispielsweise in einem Pyknometer, sehr genau bestimmt werden. Das Verfahren ist recht empfindlich und auch für Spuren von Mineralien im Bereich < 1 mg geeignet.